# Västra Nöbbelövstenen
Västra Nöbbelövstenen är en runsten (DR 278 i Samnordisk runtextdatabas) i granit placerad nära Västra Nöbbelövs kyrka (omedelbart utanför den södra kyrkogårdsmuren). Den är kluven på längden i två delar och användes på 1800-talet som grindstolpar vid Västra Nöbbelövs prästgård. Stenen var delad redan 1745, de den avbildades för första gången. En dansk runforskare vid namn Erik Moltke tyckte sig se resterna efter ordet Þikn längst nere vid mitten av den kluvna stenen om det stämmer innebär det att det är den femte skånska runsten som nämner hederstiteln thegn. Nu för tiden finner man Västra Nöbbelöv-stenen ihopsatt och rest bredvid kyrkan.
Translitterering av runraden:
: tuki : risþi : stin : þainsi : iftiʀ : auþka : bruþur : sin : harþa : kuþan : ¶ ----
Normalisering till rundanska:
Toki resþi sten þænsi æftiʀ Øþga, broþur sin, harþa goþan [þægn].
Översättning till nusvenska:
Toke reste denna sten efter Åke(?) sin broder, en mäkta förnäm (man)
Av inskriftens sista ord syns bara botten av fyra runor. Danmarks runeindskrifter hävdar att det inbördes avståndet mellan runorna pekar mot fyllningen þikn. Om det var ordet drængʀ skulle man förvänta sig att se bistavens bas i r-runan.